# Adams (Nowy Jork)
Adams – miasto w Stanach Zjednoczonych, w stanie Nowy Jork, w hrabstwie Jefferson.